# A Adoração da Corte Celestial
A Adoração da Corte Celestial é uma pintura a óleo sobre madeira de carvalho, atribuída com reservas ao pintor régio português Amaro do Vale e que faz parte actualmente do acervo do Museu Nacional de Arte Antiga de Lisboa. Classifica-se esta obra como pertencente ao maneirismo português tardio, já com algumas influências contra-reformistas.
A pintura representa a adoração de Cristo pela Corte Celestial e, abaixo desta, pela Igreja Militante, e por Filipe II de Portugal e membros do seu séquito real.
Apesar do inegável interesse da obra, ela permaneceu nas reservas do Museu Nacional de Arte Antiga desde que aí foi depositada após a extinção das ordens religiosas e incorporação dos seus bens na Fazenda Nacional, em 1834. Foi atribuída pela primeira vez ao pintor Amaro do Vale pelo investigador Vítor Serrão, embora sem grande grau de certeza e baseando-se em critérios estilísticos, que também a datou da segunda década do século XVII. Serrão chegou ainda a aventar a hipótese de a tábua ter sido executada para a capela do Paço da Ribeira (que foi alvo de importantes intervenções por ocasião da estada de Filipe II em Portugal, em 1619), tendo depois descartado esta hipótese em favor de uma proveniência de um templo trinitário. É também possível que a obra tenha sido encomendada e que tenha pertencido a uma Santa Casa da Misericórdia, que se justifica pela profunda reforma das Misericórdias levada a cabo por Filipe II em 1618.

## Descrição
A composição é simétrica, mas sem um eixo central bem marcado. É dividida horizontalmente por duas faixas de nuvens, que compartimentam a composição em três zonas.
No compartimento inferior, vislumbram-se quatro meias-figuras de homens, de barba, sofredoras e nuas, que emergem de chamas que brotam do chão — as almas que penam no Purgatório. À volta destes, encontra-se um numeroso núcleo de figuras masculinas rezando ajoelhadas. Do lado esquerdo, todas as personagens apresentam vestes eclesiásticas: três frades da Ordem da Trindade (três figuras tonsuradas, de hábito branco, capeirete com capuz e cruz trinitária ao peito), um Cardeal (a figura de barbas, com vestes vermelhas e chapéu tetracórnio da mesma cor), um frade Dominicano (de hábito branco, sobreposto de capa negra, tonsurado) e ainda um frade Franciscano (a figura tonsurada, de hábito de burel). Três personagens encontram-se destacadas em primeiro plano: o Papa, provavelmente Paulo V (de solidéu vermelho, com uma grande tiara de três coroas, vestido de branco e coberto de pluvial verde amplo, lavrado e decorado a ouro); um Bispo ou Arcebispo, provavelmente D. Miguel de Castro ou D. Pedro de Castilho (de solidéu e mitra brancos, vestida de branco, com pluvial verde com banda de ouro decorada a pérolas); e um frade trino (hábito branco, com capeirete com capuz e no peito a cruz pátea dos trinitários).
Do lado direito sobressaem duas figuras — um Rei e um Imperador — ambos de murças de arminho e capa, vestes ricamente decoradas a ouro, com o colar da Ordem do Tosão de Ouro e coroados. Destas duas, a personagem da esquerda é facilmente identificável como sendo Filipe II de Portugal; veste calças-bragas (haut-de-chausses) entretalhadas, bas-de-chausses cor-de-mel, gibão negro em bico, camisa branca guarnecida de renda nos punhos, e uma coroa real antiga. A figura da direita, de barbas brancas, será Carlos V, Imperador Romano-Germânico, e veste calças-bragas (haut-de-chausses) golpeadas, bas-de-chausses cor-de-rosa, botas compridas, saio (gibão comprido) negro bordado a ouro, camisa branca com pequeno colarinho, espada, e coroa imperial antiga. No chão, junto a Carlos V, repousa um globus cruciger. Em redor de Filipe II e Carlos V, todas as figuras vestem de negro, e envergam gorgeiras encanudadas de renda ao pescoço; três delas são cavaleiros da Ordem de Cristo, exibindo com uma cruz vermelha com uma cruz de branco no seu interior, bordada do lado esquerdo do peito. Segundo Vítor Serrão, uma destas personagens tratar-se-á do escritor Miguel Leitão de Andrada, ainda que sejam levantadas reservas quando a esta identificação.
Na zona central da composição, sobre uma faixa de nuvens, encontram-se representados um numeroso grupo de santos, sentados, com diversos objectos que os permitem identificar; deste grupo, em primeiro plano, destacam-se seis figuras (três de cada lado): o primeiro, São Pedro, de túnica azul e decote vermelho, apresenta duas chaves (uma de ouro e uma de prata) na mão direita, e um livro na mão esquerda; o segundo, São João, de túnica verde cintada, com um manto vermelho como sinal distintivo; o terceiro, São Simão, de túnica negra, segura na mão esquerda uma serra, instrumento do seu martírio; o quarto, São Sebastião, seminu, envolto na cintura por um pano cor-de-rosa, segura um molho de setas; o quinto, São Lourenço, vestido de diácono, de hábito branco e casula, segura na mão direita uma grelha, instrumento do seu martírio; o sexto, São Paulo, de túnica verde e manto azul, tem na mão esquerda um livro e, junto do pé direito, uma espada. Um grande conjunto de figuras envolve este grupo, dos quais se identificam apenas três com características distintivas: do lado esquerdo, uma figura segura uma faca (São Bartolomeu Apóstolo); ao centro, uma personagem apresenta-se de hábito e casula (possivelmente Santo Ildefonso de Toledo); e à esquerda, uma figura carrega uma cruz (São Judas Tadeu).
Na zona superior da composição, mais uma vez separada por uma faixa de nuvens dos grupos inferiores, figuras aladas lendo pautas e tocando instrumentos musicais (identificam-se, da esquerda para a direita, uma flauta, um alaúde, um violino, e uma harpa). À esquerda encontra-se a única figura feminina da composição, a Virgem Maria, de túnica comprida cor-de-rosa velho e manto azul, com as mãos cruzadas sobre o peito e coroada; à direita está uma figura masculina, de barba, vestida de pele de ovelha e coberta por um manto vermelho — São João Baptista. No extremo superior, numa nuvem de onde surgem querubins, está Jesus Cristo triunfante, sentado, de vestes brancas com tons rosados lançadas à volta do corpo, que lhe deixam o tronco nu, segura uma cruz, levantando a mão direita em sinal de bênção.

## Ligação externa
- Página oficial do Museu Nacional de Arte Antiga